# Federació d'Organitzacions Catalanes Internacionalment Reconegudes
La Federació d'Organitzacions Catalanes Internacionalment Reconegudes (FOCIR) és l'única plataforma formada per organtizacions de la societat civil catalana que fan diplomàcia pública. Fundada l'any 1995 amb la voluntat d'agrupar totes aquelles organitzacions catalanes que estan reconegudes com a membres de ple dret en la seva respectiva organització internacional.
Aplega 68 entitats que arriben a més d'un milió de persones. La FOCIR és una de les principals federacions del país, per la quantitat de persones a qui representa com per la tasca que desenvolupa.
Catalunya té una llarga tradició associativa. L'existència de múltiples i variades organitzacions que actuen en l'esfera cultural, lingüística, dels drets humans, sindical, de l'advocacia, empresarial, esportiva, social i política és ben real, com també ho és que històricament aquest teixit associatiu ha contribuït al manteniment de la nostra cultura, sobretot en moments polítics convulsos. Com un fet absolutament normalitzat, moltes d'aquestes organitzacions participen i són reconegudes pels organismes internacionals corresponents exercint una tasca de diplomàcia pública i difonent la realitat i la identitat catalanes a l'exterior.
La Federació ha contribuït, des dels seus inicis, a facilitar recursos a les entitats membres per a exercir la seva participació a nivell internacional, ha facilitat el reconeixement directe d'organitzacions catalanes al si de les seves federacions internacionals, i ha estat un espai per a establir lligams entre les entitats catalanes que participen o volen participar des de la seva identitat nacional en la construcció del món.
La FOCIR ha endegat un pla estratègic de recerca, teòrica i aplicada entorn de la diplomàcia pública, les relacions internacionals i la participació de la societat civil fora de Catalunya. Disposa de un centre de documentació especialitzat en diplomàcia pública i paradiplomàcia. És l'única organització que té coneixement especialitzat de creació pròpia amb casos d'èxit i recerca sobre qüestions rellevants de la diplomàcia.
La Federació ha estat presidida per Fèlix Martí (1995-1999), Ignasi Doñate (1999-2004), Arcadi Oliveres (2004-2008). Des de l'any 2008 i fins a l'actualitat, la presidenta és Mònica Sabata.

## Publicacions
- El reconeixement internacional de l'escoltisme català.[Enllaç no actiu] Col·lecció casos d'internacionalització núm. 1. Autor: Josep Castells i Baró. FOCIR, Barcelona (2010).
- El reconeixement internacional del Consell Nacional de la Joventut de Catalunya.[Enllaç no actiu] Col·lecció casos d'internacionalització núm. 2. Autores: Marina Gallés i Elena Jiménez. FOCIR, Barcelona (2011).
- El reconeixement internacional del .cat Col·lecció casos d'internacionalització núm. 3. Autors: David de Montserrat, Jordi Iparraguirre i Joan Francesc Gras. FOCIR, Barcelona (2014).
- El reconeixement internacional de les federacions esportives catalanes. Col·lecció casos d'internacionalització núm. 4. Autors: Sergi Blàzquez, Oriol March i Roger Nadal. FOCIR, Barcelona (2014).
- El reconeixement internacional de la Intersindical-CSC. Col·lecció casos d'internacionalització núm. 5. Autor: Àlvar Llobet. FOCIR, Barcelona (2015).
- El reconeixement internacional de l'Institut d'Estudis Catalans i de les seves societats filials. Col·lecció casos d'internacionalització núm. 6. Autor: Josep M. Camarasa. FOCIR, Barcelona (2016)
- El reconeixement internacional de la Jove Cambra Internacional de Catalunya. Col·lecció casos d'internacionalització núm.7. Autor: Carlota M. Moragas. FOCIR, Barcelona (2016)
- The Strategic Use of Digital and Public Diplomacy in Pursuit of National Objectives Col·lecció FOCIR Pensament núm. 1. Autor: Shaun Riordan. FOCIR, Barcelona (2016).
- La nova diplomàcia pública en un món de diplomàcies plurals Col·lecció FOCIR Pensament núm. 2. Autora: Caterina García Segura. FOCIR, Barcelona (2016).
- Global Science Diplomacy as a New Tool for Global Governance. Col·lecció FOCIR Pensament núm. 3. Autor: Luk Van Langenhove. FOCIR, Barcelona (2016).
- Diplomàcia pública catalana. Anuari FOCIR 2015. Autors: Alay, J.LL., Bacaria, J., Barbany, C., Chacón, A., Chicón, J., Grätz, R., La Porte, T., Llimona, J., Manonelles, M., Morata, F., Petit, M., Rochtus, D., Sabata, M., Sort, J., Vallory, E., Villatoro, V. FOCIR, Barcelona (2015).

## Entitats membres
1. Acadèmia del Cinema Català
2. Amics de Ravensbrück
3. Amics del Centre d'Art i Natura de Farrera
4. Associació Catalana de Comunicació Científica
5. Associació Catalana de Fut-Tennis i Sepaktakraw
6. Associació Catalana de la Premsa Comarcal
7. Associació Catalana de Rugby Lliga
8. Associació Catalana d'Esperanto
9. Associació Catalana per a la Defensa dels Drets Humans
10. Associació Catalana per la Pau
11. Associació Catalana pro Persones Sordcegues
12. Associació d'Estudiants de Ciències de la Salut
13. Associació de Biotecnòlegs de Catalunya
14. Associació d'Empresaris del Garraf, l'Alt Penedès i el Baix Penedès
15. Associació Projecte Governament Democràtic Mundial
16. Casals de Joves de Catalunya
17. Centre Excursionista de Catalunya
18. Centre Unesco de Catalunya
19. CIEMEN
20. Coordinadora d'Organitzacions de Camps de Treball Internacionals de Catalunya
21. Consell de l'Advocacia Catalana
22. Consell Nacional de la Joventut de Catalunya
23. Coordinació Catalana de Colònies i Casals d'Esplai
24. Coral Sant Jordi
25. Dones Juristes
26. Entitats Catalanes d'Acció Social
27. Espiral, Entitat de Serveis
28. Esplais Catalans
29. Euroavia Terrassa
30. Federació Catalana d'Associacions i Clubs Unesco
31. Federació Catalana d'Entitats Corals
32. Federació Catalana d'Escoltisme i Guiatge
33. Federació Catalana d'Esquaix i Raquetbol
34. Federació Catalana de Ball Esportiu
35. Federació Catalana de Cineclubs
36. Federació Catalana de Futbol Sala
37. Federació Catalana de Korfbal
38. Federació Catalana de Pitch & Putt
39. Federació d'Associacions de Gent Gran de Catalunya
40. Federació de Cors de Clavé
41. Federació d'Entitats Excursionistes de Catalunya
42. Federació d'Organitzacions Catalanes de Gent Gran, Dones i Família
43. Federació de Radioaficionats de Catalunya
44. Federació Nacional d'Estudiants de Catalunya
45. Federació d'Empreses d'Inserció de Catalunya
46. Fundació Desenvolupament Comunitari
47. Fundació CATmón
48. Fundació PuntCAT
49. Gran Orient de Catalunya
50. Gremi de Recuperació de Catalunya
51. Grup de Juristes Roda Ventura
52. IGMAN - Acció Solidària
53. Il·lustre Col·legi de l'Advocacia de Barcelona
54. Institut d'Estudis Catalans
55. Intersindical-CSC
56. Jove Cambra Internacional de Catalunya
57. Justícia i Pau
58. Mountain Wilderness de Catalunya
59. Moviment Coral Català
60. Moviment Laic i Progressista
61. Moviment Universitari d'Estudiants Cristians
62. NOVA – Innovació Social
63. Observatori del Deute en la Globalització
64. PEN Català
65. Petita i Mitjana Empresa de Catalunya
66. Plataforma Educativa
67. Secretariat de Corals Infantils de Catalunya
68. Taula d'Entitats del Tercer Sector Social de Catalunya
69. Voluntaris en Assessoria Empresarial[6]

## Entitats col·laboradores
1. ADIFOLK, Associació per a la Difusió del Folklore
2. Consorci per a la Normalització Lingüística
3. Romaquícat
4. Unió de Radioaficionats de Catalunya